# Сливница (община Цариброд)
Вижте пояснителната страница за други значения на Сливница.
Сливница (на сръбски: Сливница или Slivnica) е село в Западните покрайнини, община Цариброд, Пиротски окръг, Сърбия. През 2011 година населението му е 5 души, през 2002 година то е 18 души, докато през 1991 г. е било 32 души, а през 2022 г. е 4 души. В селото живеят предимно българи. Намира се на около километър от границата с България.

## История
В съкратен регистър на Пиротския кадилък от 1530 година Сливниче е отбелязано като село с 3 домакинства и една вдовица.

## Личности
Родени в Сливница
- професор Марин Младенов, филолог и писател.